# Coryphantha glanduligera
Coryphantha glanduligera là một loài thực vật có hoa trong họ Cactaceae. Loài này được (Otto & A.Dietr.) Lem. mô tả khoa học đầu tiên năm 1868.